# 22. Międzynarodowy Festiwal Filmowy w Wenecji
22. Międzynarodowy Festiwal Filmowy w Wenecji odbył się w dniach 20 sierpnia – 3 września 1961 roku.
Jury pod przewodnictwem włoskiego krytyka filmowego Filippo Sacchiego przyznało nagrodę główną festiwalu, Złotego Lwa, francuskiemu filmowi Zeszłego roku w Marienbadzie w reżyserii Alaina Resnais. Drugą nagrodę w konkursie głównym, Nagrodę Specjalną Jury, przyznano radzieckiemu obrazowi Pokój przychodzącemu na świat w reżyserii Aleksandra Ałowa i Władimira Naumowa.

## Członkowie jury

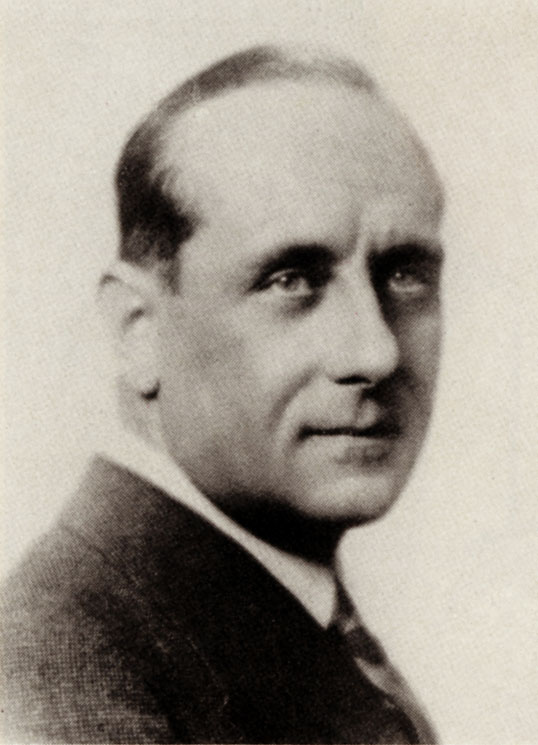
Przewodniczący jury konkursu głównego Filippo Sacchi

### Konkurs główny
- Filippo Sacchi, włoski krytyk filmowy − przewodniczący jury[2]
- Leo Arnsztam, rosyjski reżyser
- Jean de Baroncelli, francuski krytyk filmowy
- Giulio Cesare Castello, włoski krytyk filmowy
- John Hubley, amerykański twórca filmów animowanych
- Gian Gaspare Napolitano, włoski scenarzysta
- Leopoldo Torre Nilsson, argentyński reżyser